# الی کول
الی کول (انگلیسی: Ellie Cole؛ زادهٔ ۱۲ دسامبر ۱۹۹۱) یک شناگر اهل استرالیا است.
وی در مسابقات کشوری و بین‌المللی در مجموع برنده ۷ مدال طلا، ۳ مدال نقره، ۹ مدال برنز شده‌است.